# Ministère des Transports et des Communications (Finlande)
Pour les articles homonymes, voir Ministère des Transports et des Communications.
Le ministère des Transports et des Communications (finnois : liikenne- ja viestintäministeriö, suédois : kommunikationsministeriet) est un ministère du  gouvernement de Finlande. Il est basé à Helsinki.

## Présentation
Le ministère des Transports et des Travaux publics est créé en 1918.
En 1970, le ministère est scindé en deux, donnant le ministère des Transports (actuel Ministère des Transports et des Communications) et le ministère de la force de Travail (par la suite Ministère du Travail, devenu une partie de l'actuel ministère des Affaires économiques et de l'Emploi).
Dans le gouvernement Orpo, la ministre des Transports et des Communications est Lulu Ranne.

## Établissements rattachés
Le ministère contrôle des agences gouvernementales et sociétés publiques :

### Agences
- Institut météorologique finlandais
- Agence des infrastructures de transport de Finlande
- Agence finlandaise des transports et des communications

### Entreprises publiques
- Traffic Management Finland Oy
  - Finrail
  - Services de navigation aérienne en Finlande
- Yleisradio Oy
- Cinia Oy
- Pohjolan Rautatiet Oy